# 馬場富美加
馬場富美加（日语：／ Baba Fumika，1995年6月21日—），是日本新潟縣新潟市出生的女演員及模特兒。

## 生平
10至15歲時曾加入兒童劇團Apricot並參與演出。14歲時開始擔任模特兒。
2014年，在電影《死亡拼圖》中作為演員出道，並在《假面騎士Drive》中首次出演電視劇。
2015年1月，在《周刊Playboy》作為寫真偶像出道。4月，成為雜誌《non-no》的専属模特兒。
2016年12月2日，發行首本写真集《色っぽょ》（集英社）。
2017年7月在《Code Blue3》中，首次出演月九連續劇。

## 人物
- 興趣是聽音樂、唱卡拉OK和購物[8]，特殊技能有早起[9]和芭蕾舞[3]。
- 據本人所說，因為濕度的變化，每天胸部的大小會有微妙的變化[10]。
- 憧憬的演員是二階堂富美[1]。
- 與同為《non-no》的専属模特兒新木優子一同出演《Code Blue3》而成為好友，馬場暱稱新木為，新木暱稱馬場為[11]。

## 演出作品

### 電視劇
| 年份   | 日期                    | 劇名                                                | 角色                           | 電視台                 | 備註 |
| ------ | ----------------------- | --------------------------------------------------- | ------------------------------ | ---------------------- | --- |
| 2014   | 12月21日－2015年9月13日 | 假面騎士Drive                                       | Medic／Medic Roimude／羽鳥美鈴 | 朝日電視台             | |
| 2015   | 3月29日                 | 手裏劍戰隊忍忍者VS假面騎士Drive 春假合體1小時特別篇 | Medic                          | 朝日電視台             | |
| 2015   | 2015年12月20日          | 謊話連篇（ダマシバナシ）                                        | 早知                           | 日本電視台             | |
| 2017   | 3月6日－27日            | 你還是不懂群馬                                      | 筱岡京                         | 日本電視台             | 由漫畫《你還是不懂群馬》完全沿襲原作設定改拍而成                                                                               |
| 2017   | 4月16日－5月28日        | 最终幻想XIV 光之父親                                | 正田陽子                       | 每日放送               | |
| 2017   | 6月4日－26日            | 怪獸俱楽部～空想特攝青春記～                        | 菱田百合子                     | 每日放送               | |
| 2017   | 7月17日－9月18日        | Code Blue3                                          | 雪村双葉                       | 富士電視台             | 飛行護士候補生。 作為護士的她為了早日得到周圍的人認同而努力， 不知不覺做到實力以上的成績，她積極向前的姿態得到前輩護士的期待。 |
| 2017   | 9月8日                  | 下北澤die hard 第8集                                | Miwa                           | TV TOKYO               | 在風俗行業上班的女人，愛好名牌，覺得男朋友打小鋼珠沒有出息。                                                                   |
| 2017   | 10月9日－30日           | 戀在香港                                            | 平川彩                         | MBS                    | |
| 2018   | 4月23日                 | 信用詐欺師JP 第3集（美術商篇）                      | 須藤雪                         | 富士電視台             | 在咖啡廳擔任服務生，擅長繪畫，但其實是提供陪睡服務的美術女大學生，追逐名利。                                                   |
| 2018   | 10月7日－12月9日        | 深夜的糟糕戀愛圖鑑                                  | 古賀 円 （主演）               | 朝日電視台             | 小円、佐和子和千代是平常在深夜召開女子集會閒聊戀愛話題的好友，但閒聊中登場的男人都是些奇葩。                                   |
| 2019   | 1月10日                 | 醜聞專門律師 QUEEN 第1集                            | 白石杏里                       | 富士電視台             | 偶像團體「フォレスト」隊長。                                                                                                   |
| 2019   | 1月19日－3月2日         | 我的初戀情人                                        | 上原照                         | 朝日電視台             | 和主角垣野内逞同樣是心臟病患者，是逞在醫院中的好朋友，偷偷的喜歡逞。                                                           |
| 2019   | 8月30日－10月18日       | 無名復仇者 ZEGEN                                    | 李雪蘭                         | 關西電視台             | |
| 2019   | 10月26日－12月14日      | 千萬別學我                                          | 飯島京子                       | NHK                    | [ 13 ] |
| 2019   | 12月5日－2020年1月17日  | 老師，你不知道嗎？                                  | 青井華（主演）                 | MBS                    | 沒有戀愛經驗的少女漫畫家 |
| 2021年 | 1月10日－3月14日        | 3B的戀人（3Bの恋人）                                        | （主演）                       | 朝日放送               | [ 15 ] |
| 2021年 | 4月15日－7月1日         | 跳水男孩                                            |                                | 東京電視台             | |
| 2021年 | 4月26日、5月31日        | 鴉色刑事組                                          | 坂間繪真                       | 富士電視台             | |
| 2021年 | 6月17日                 | 警視廳・搜查一課長                                  | 清水花繪                       | 朝日電視台             | |
| 2021年 | 8月21日                 | 跟拍到你家                                          | 祐里香                         | 東京電視台             | |
| 2022年 | 1月22日                 | 逃亡醫F                                             | 島崎咲良                       | 日本電視台             | |
| 2022年 | 4月21日－6月30日        | 麻煩一族                                            | 深山有沙                       | 富士電視台             | |
| 2022年 | 10月27日－12月23日      | 戀與槍彈                                            | 百合（主演）                   | 每日放送               | 與古川雄大雙主演 |
| 2023年 | 10月9日－11月27日       | 挑剔的姐姐和狡猾的妹妹                              | 三島らん                       | 東京電視台             | |
| 2024年 | 1月12日－3月22日        | 院內警察                                            | 白石葵                         | 富士電視台             | |
| 2025年 | 1月7日－3月11日         | 愛麗絲的地爐邊                                      | 水瀨愛麗絲                     | BS-TBS                 | 時隔10年從東京回到老家，一個人住在有地爐的舊民宅裏做飯享用美食。                                                               |
| 2025年 | 1月9日－3月20日         | 我所不知道的我                                      | 篠原翠                         | 讀賣電視台・日本電視台 | |

### 電影
| 年份 | 片名                                 | 角色         | 備註               |
| ---- | ------------------------------------ | ------------ | ------------------ |
| 2014 | 死亡拼圖                             | 高井沙耶香   | 出道作             |
| 2015 | 劇場版 假面騎士Drive Surprise Future | Medic        |                    |
| 2016 | MARS～只是愛著你～                   | 丸山夏美     |                    |
| 2016 | 黑色暴動❤                            | 美羽         | 主演               |
| 2016 | KUHANA!                              | 遙（ハルカ） |                    |
| 2017 | 你還是不懂群馬                       | 篠岡京       | 女主角             |
| 2017 | 復仇女孩                             | 仲手川万里子 |                    |
| 2018 | VERY FANCY                           |              | 微電影             |
| 2018 | 惡搞野郎與美麗世界                   | 藤子         |                    |
| 2018 | 空中急診英雄-海空災難最終救援-       | 雪村雙葉     |                    |
| 2019 | 生活在長板上2（ライフ・オン・ザ・ ロングボード 2nd Wave）                    | 工藤美夏     | 女主角             |
| 2019 | 善惡之屑                             | 開成奈奈子   | 女主角（終止上映） |
| 2020 | 糸                                   | 後藤弓       | [ 20 ]             |
| 2020 | AWAKE                                | 磯野栞       |                    |
| 2022 | 戀愛是光                             | 宿木         |                    |
| 2022 | Violence Action                      | 拉麵店店長   |                    |

### 網路劇
- 美麗的椅子和女人們（美しい椅子と女たち）（2018年7月1日，Paravi）
  - 第1話「椅子になった女」 / 第5話「読む女」
- 假面騎士Brain（2019年4月28日・5月5日，東映）－Medic
- 百合與直覺（日语：百合だのかんだの）（2019年5月24日－7月12日，FOD）－主演・篠原百合[21]

### 原創影片
- ドライブサーガ 仮面ライダーチェイサー（2016年4月20日） - メディック 役
- ドライブサーガ 仮面ライダーマッハ/仮面ライダーハート（2016年11月16日） - メディック（声）/ 羽鳥美鈴 役

### MV
- ハジ→ 「約束。」（2016年9月28日） - ヒロイン・ハナ 役[22]
- 阪本奨悟 「鼻声」（2017年5月3日）[23]

### 舞台
- ヨミガエラセ屋（2016年3月30日 - 4月3日、新宿村LIVE） - 都築翡翠 役[24]
- つかこうへい 七回忌追悼特別公演『リング・リング・リング』2016（2016年6月23日 - 30日、全労済ホール スペース・ゼロ） - デストロイヤーふみか（デビル奈緒美の妹） 役[25]
- こちらスーパーうさぎ帝国第22回公演「スーパー・パニック・プロポーズ!」 2016（2016年12月8日 - 11日、シアターグリーン BIG TREE THEATER）[26]
- ちるらん 新撰組鎮魂歌（2017年4月7日 - 10日、大阪・森ノ宮ピロティホール / 4月20日 - 30日、東京・天王洲 銀河劇場） - 琴 役[27]
- 秦組Vol.9 らん（2018年1月17日 - 21日、全労済ホール スペース・ゼロ）[28]
- 恐るべき子供たち（2019年5月18日 - 6月2日、KAAT神奈川芸術劇場） - ダルジュロス / アガート 役（1人2役）[29]
- 改竄・熱海殺人事件 ザ・ロンゲストスプリング[注 2]（2020年3月17日 - 30日、紀伊國屋ホール / 大阪、福岡） - ヒロイン・水野朋子 役[30][31]

### CM
- あきんどスシロー 食欲の秋2015（2015年）
- 集英社 秋マン!!2016（2016年9月） - 秋マンガール 秋野満 役
  - 第1話 「新人」篇
  - 第2話 「休憩」篇
  - 第3話 「いきなり」篇
  - 第4話 「デート」篇
  - 「総集編」 （2016年11月1日）
- 集英社 春マン!!2017 特別映像
  - 第1弾 「胸キュン」篇 （2017年3月16日）[32]
  - 第2弾 「ドキドキ」篇 （2017年3月22日）[32]
  - 第3弾 「お願い」篇 （2017年4月13日）[33]
  - 第4弾 「女将」篇 （2017年4月20日）[33]

### 廣告
- 一蔵2018年イメージモデル

### 電視節目
- 着信御礼!ケータイ大喜利（NHK総合）
  - （2015年12月12日）
  - （2016年12月17日）
- 痛快TV スカッとジャパン（フジテレビ）
  - 胸キュンスカッと 恋心はクレッシェンド（2016年8月29日）
  - 試供品でメイク母ちゃん（2016年10月24日）
  - スカッとばあちゃん（2016年12月5日） - 新人店員・後藤友美 役
- NEO決戦バラエティ キングちゃん（2016年11月21日- 12月19日） - マンスリーアシスタント
- 探偵ナイトスクープ（2018年11月9日）見習いアシスタント

### 時裝活動
- GirlsAward
  - GirlsAward 2015 SPRING/SUMMER（2015年4月29日）[34]
  - GirlsAward 2015 AUTUMN/WINTER（2015年10月24日）[35]
  - GirlsAward 2016 SPRING/SUMMER（2016年4月9日）[36]
  - GirlsAward 2016 AUTUMN/WINTER（2016年10月8日）[37]
  - GirlsAward 2017 SPRING/SUMMER（2017年5月3日）
  - GirlsAward 2017 AUTUMN/WINTER（2017年9月16日）

### 活動
- MEN'S NON-NO Fes2016（2016年11月10日）[38]

## 書籍

### 單行本
- ばばたび（2019年11月13日、集英社）

### 寫真集
- 色っぽょ（2016年12月2日、集英社、撮影：熊谷貫）ISBN 978-4087808056[6]
- デジタル限定 ぜっぴん（2016年12月2日、集英社）[39]
- 春マン!! 2017 Specialコラボ写真集（2017年4月26日、集英社）[40]

### 雜誌連載
- non-no（2015年4月20日 - 、集英社） - 専属モデル[41]
- Samurai ELO（2016年3月24日・2016年5月25日・2016年7月23日、三栄書房）
- 月刊ジャイアンツ 「G-joへの道」（2017年5月24日 - 、報知新聞社）

### 月曆
- 馬場ふみか2018カレンダーブック（2017年10月18日発売、集英社週刊プレイボーイ特別編集、撮影:三瓶康友 ISBN 978-4-08-102242-7

### 其他
- 美少女図鑑

## 獎項
- LINE BLOG OF THE YEAR 2017 話題賞[42][43]

## 外部連結
- Name Management網站內的個人資料 （页面存档备份，存于） （日語）
- 官方博客  （日語）
- 馬場ふみか的X（前Twitter）
- 馬場ふみか的Instagram帳戶